# Santa Magdalena de Castelladral
Santa Magdalena de Castelladral és una església del municipi de Navars (Bages) inclosa en l'Inventari del Patrimoni Arquitectònic de Catalunya.

## Descripció
Església Romànica d'una sola nau molt transformada al convertir-la en masia. La façana orientada a migdia està molt modificada per portes i finestres de la masia. Es pot veure encara la primitiva volta i l'absis orientat a llevant; aquest fou habilitat com a llar de foc. En resta però la finestra d'arc de mig punt tapiada.
Manquen les notícies històriques referents a aquesta petita i modificada església del s.XII.